# CLISP
CLISP este o implementare a limbajului de programare Common Lisp inițial dezvoltat de Bruno Haible și Michael Stoll pentru Atari ST. Astăzi, este suportat de sitemele Unix și Microsoft Windows.
CLISP este o implementare a Common Lisp, incluzând un interpretor și un compilator, precum și un depanator (debugger), o interfață socket, interfață în limbi străine, suport puternic pentru internaționalizare și sisteme obiect (CLOS și MOP).
CLISP este scris în C și Common Lisp. CLISP este acum parte a GNU Project și este un software liber, disponibil în conformitate cu termenii Licența Publică Generală GNU (GPL).

## Istoric
Haible nu a dorit inițial să distribuie CLISP sub licență GPL, dar într-un schimb de email-uri cu Richard Stallman, el acceptat să facă acest lucru.

## Porturi
CLISP poate funcționa pe aproape toate sistemele de operare bazate pe Unix, dar și pe Microsoft Windows. Deși interpreatrea bytecode este de obicei mai lentă decât sistemul de compilare nativ, aceasta nu este o problemă majoră, mai ales în aplicațiile bazate pe Web.